# Sioux Falls Skyforce 2014-2015
La stagione 2014-15 dei Sioux Falls Skyforce fu la 9ª nella NBA D-League per la franchigia.
I Sioux Falls Skyforce vinsero la Central Division con un record di 29-21. Nei play-off persero la semifinale di conference con i Canton Charge (2-1).

## Roster
| N° | Naz.                   | Ruolo | Sportivo          | Anno | Alt. | Peso |
| -- | ---------------------- | ----- | ----------------- | ---- | ---- | ---- |
| 7  | Stati Uniti (bandiera) | G     | Andre Dawkins     | 1991 | 196  | 99   |
| 9  | Stati Uniti (bandiera) | G     | Mike Williams     | 1991 | 188  | 84   |
| 10 | Stati Uniti (bandiera) | G     | Tyler Johnson     | 1992 | 193  | 84   |
| 11 | Stati Uniti (bandiera) | G     | Chris Allen       | 1988 | 191  | 93   |
| 11 | Stati Uniti (bandiera) | G     | Bubu Palo         | 1991 | 185  | 79   |
| 12 | Stati Uniti (bandiera) | G     | Larry Drew        | 1990 | 188  | 82   |
| 13 | Stati Uniti (bandiera) | G     | Rodney McGruder   | 1991 | 193  | 93   |
| 13 | Porto Rico (bandiera)  | G     | Shabazz Napier    | 1991 | 185  | 77   |
| 14 | Stati Uniti (bandiera) | G     | Markeith Cummings | 1988 | 198  | 109  |
| 14 | Stati Uniti (bandiera) | G     | Joseph Harris     | 1987 | 196  | 82   |
| 15 | Stati Uniti (bandiera) | G     | Manny Atkins      | 1991 | 198  | 93   |
| 15 | Slovenia (bandiera)    | GA    | Zoran Dragić      | 1989 | 196  | 91   |
| 17 | Stati Uniti (bandiera) | GA    | Fuquan Edwin      | 1992 | 198  | 98   |
| 20 | Stati Uniti (bandiera) | GA    | Scotty Hopson     | 1989 | 201  | 93   |
| 21 | Stati Uniti (bandiera) | A     | Henry Walker      | 1987 | 198  | 100  |
| 22 | Stati Uniti (bandiera) | A     | Shawn Jones       | 1992 | 203  | 107  |
| 23 | Stati Uniti (bandiera) | G     | A.J. Davis        | 1987 | 198  | 95   |
| 24 | Canada (bandiera)      | C     | Khem Birch        | 1992 | 208  | 100  |
| 32 | Canada (bandiera)      | A     | Chadrack Lufile   | 1990 | 206  | 120  |
| 32 | Stati Uniti (bandiera) | C     | Byron Mullens     | 1989 | 213  | 125  |
| 33 | Stati Uniti (bandiera) | C     | Hassan Whiteside  | 1989 | 213  | 118  |

## Staff tecnico
- Allenatore: Phil Weber
- Vice-allenatori: Chris Quinn, Corey Belser
- Preparatore atletico: Dustin Schramm